# Dansk Melodi Grand Prix 2021
Dansk Melodi Grand Prix 2021 var den 51. udgave af Dansk Melodi Grand Prix, en årligt tilbagevendende sangkonkurrence afholdt siden 1957 af Danmarks Radio (DR). Konkurrencens formål var at finde den sang, der skulle repræsentere Danmark ved Eurovision Song Contest 2021 i Rotterdam.
Finalen blev afholdt 6. marts 2021 i DR Byens Studie 5 i København, med Tina Müller og Martin Brygmann som værter. Det var dermed første gang siden 1999, finalen af Dansk Melodi Grand Prix blev sendt fra DR's egne tv-studier.
Konkurrencen blev vundet af sangen "Øve os på hinanden", fremført af Fyr og Flamme og skrevet af Laurits Emanuel. For første gang siden 1997 blev Danmark dermed repræsenteret i Eurovision Song Contest af en sang sunget på dansk.
De nåede dog ikke hele vejen til den store finale, da fyr og flamme kom på en 11. Plads i 2. semifinalen. For at kvalificere sig til finalen, skal man ende i top 10.

## Baggrund
Som tidligere år havde DR inviteret danske og udenlandske sangskrivere til at sende sange ind til konkurrencen, med indsendelsesfrist 20. november 2020. Et bedømmelsesudvalg nedsat af DR udvalgte finalisterne blandt de indsendte sange og øvrige sange indhentet i musikbranchen.
Ben & Tan, som vandt Dansk Melodi Grand Prix 2020 med sangen "Yes", skulle have repræsenteret Danmark i Eurovision Song Contest 2020, men konkurrencen blev aflyst på grund af coronaviruspandemien. DR besluttede straks efter aflysningen af konkurrencen, at de ikke automatisk ville være sikret en plads i Dansk Melodi Grand Prix 2021, men at de var velkomne til at indsende sange på lige fod med alle andre musikere. Få dage før Dansk Melodi Grand Prix 2021 fandt sted, meldte Ben & Tan ud, at de havde sendt sangen "Iron Heart" ind til konkurrencen, men at DR havde afvist sangen af musikstrategiske årsager.

## Konkurrenceformat
Dansk Melodi Grand Prix 2021 blev afviklet i form af ét tv-show med 8 deltagende sange. På scenen blev alle deltagere bakket op af et 15-mands orkester under ledelse af kapelmester Peter Düring.

## Deltagere
Deltagerne i Dansk Melodi Grand Prix 2021 blev offentliggjort løbende i radioprogrammerne Buffeten på P3, Formiddag på 4'eren og P4 Play 10. februar 2021 i tidsrummet 10.00-14.00.
| Artist                       | Sang                    | Komponist og tekstforfatter                                                                           |
| ---------------------------- | ----------------------- | --- |
| Claudia Campagnol            | "Abracadabra"           | Emil Adler Lei, Melanie Wehbe, Louis Jarto                                                            |
| Jean Michel                  | "Beautiful"             | Clara Sofie Fabricius, Johannes Nymark, Jesper Hjersing Sidelmann, Andreas Jensen                     |
| Mike Tramp                   | "Everything Is Alright" | Mike Tramp                                                                                            |
| Nanna Olivia                 | "Hvileløse hjerter"     | Casper Sørensen, René Kowalczyk, Nicolai Levring, Anna David                                          |
| Chief 1 & Thomas Buttenschøn | "Højt over skyerne"     | Chief 1, Thomas Buttenschøn, Nermin Harambasic                                                        |
| The Cosmic Twins             | "Silver Bullet"         | Rasmus Søegren, Gisli Gislason, Lise Cabble, Emil August                                              |
| Emma Nicoline                | "Står lige her"         | Jeppe Pilgaard, Jacob Jørgensen, Emma Nicoline Winther Nielsen, Adam Kalwa, Patricia Namakula Mbabazi |
| Fyr og Flamme                | "Øve os på hinanden"    | Laurits Emanuel                                                                                       |

## Resultat
Konkurrencen forløb over to runder. I første runde blev de 8 deltagende skåret ned til 3; i anden runde blev vinderen blandt de 3 tilbageværende sange. I begge afstemningsrunder lå al magten hos seerne, der kunne stemme via SMS og appen DR Grand Prix
| Nr. | Artist                       | Sang                    | Status        |
| --- | ---------------------------- | ----------------------- | ------------- |
| 1   | Chief 1 & Thomas Buttenschøn | "Højt over skyerne"     | Superfinalist |
| 2   | Nanna Olivia                 | "Hvileløse hjerter"     | Ude           |
| 3   | The Cosmic Twins             | "Silver Bullet"         | Ude           |
| 4   | Claudia Campagnol            | "Abracadabra"           | Ude           |
| 5   | Mike Tramp                   | "Everything Is Alright" | Ude           |
| 6   | Fyr og Flamme                | "Øve os på hinanden"    | Superfinalist |
| 7   | Emma Nicoline                | "Står lige her"         | Ude           |
| 8   | Jean Michel                  | "Beautiful"             | Superfinalist |

### Superfinale
| Nr. | Artist                       | Sang                 | Seernes stemmer i procent | Placering |
| --- | ---------------------------- | -------------------- | ------------------------- | --------- |
| 1   | Fyr og Flamme                | "Øve os på hinanden" | 37 %                      | 1         |
| 2   | Chief 1 & Thomas Buttenschøn | "Højt over skyerne"  | 29 %                      | 3         |
| 3   | Jean Michel                  | "Beautiful"          | 34 %                      | 2         |